# Nørre Broby
Nørre Broby is een plaats in de Deense regio Zuid-Denemarken, gemeente Faaborg-Midtfyn. De plaats telt 1479 inwoners (2020).
Het was tot 2007 de hoofdplaats van de voormalige gemeente Broby. Het dorp ligt aan de voormalige spoorlijn Odense - Faaborg. Het station is in het begin van de jaren tachtig van de twintigste eeuw gesloopt.

## Geboren
- Maja Jager (1991), boogschutster